# Уивер, Кэм
Уильям Кэмерон Уивер (англ. William Cameron "Cam" Weaver; родился 10 июня 1983 года в Кенте, Вашингтон, США) — американский футболист, нападающий. Известен по выступлениям за «Хёугесунн» и «Хьюстон Динамо».

## Клубная карьера
Уивер начал заниматься футболом, играя за студенческие команды Колледжа Скаджит Валли и Сиэтлского университета. В 2005 году он также выступал за команду Премьер-лиги развития USL «Каламазу Кингдом».
В 2006 году Кэм подписал контракт с командой первого дивизиона USL «Сиэтл Саундерс». В первом сезоне он забил 18 голов в 27 матчах и вместе с Ромарио из «Майами» стал лучшим бомбардиром чемпионата.
В 2007 году Кэм принял приглашение норвежского клуба «Хёугесунн» и уехал выступать в Типпелигу, подписав соглашение на три года.
В феврале 2009 года Кэм вернулся в США, подписав контракт с «Сан-Хосе Эртквейкс». 22 марта в матче против «Нью-Инглэнд Революшн» он дебютировал в MLS. Через неделю в поединке против «Хьюстон Динамо» Уивер забил свой первый гол за «Эртквейкс».
В июне того же года Кэм был обменян в «Хьюстон Динамо» на Криса Вондоловски и драфт-пик. За «Динамо» Уивер дебютировал 10 июня в матче против «Чивас США», отметившись голевой передачей. Свои первые голы за хьюстонский клуб он забил в следующем матче, 13 июля в дерби против «Далласа», оформив дубль. После завершения сезона 2013 «Хьюстон Динамо» не продлило контракт с Уивером.
В марте 2014 года Уивер подписал контракт с «Сиэтл Саундерс». 23 марта в матче против «Монреаль Импакт» он дебютировал за команду, заменив Обафеми Мартинса. В составе «Саундерс» Кэм выиграл свой первый трофей — Открытый кубок США. По окончании сезона 2014 клуб не продлил контракт с игроком.
8 марта 2015 года Уивер объявил о завершении карьеры.

## Достижения
Командные
 «Сиэтл Саундерс»
- Обладатель Кубка Ламара Ханта — 2014